# Christoph Grabner zu Rosenburg
Christoph Grabner zu Joslowitz, Zagging und Rosenburg (* im 15. Jahrhundert auf Zagging; † vor dem 21. Dezember 1521 auf der Rosenburg) war ein österreichischer Edelmann und Besitzer einiger Herrschaften wie Joslowitz, Zagging und ab 1487 von der Rosenburg. 

## Biografie

### Familie

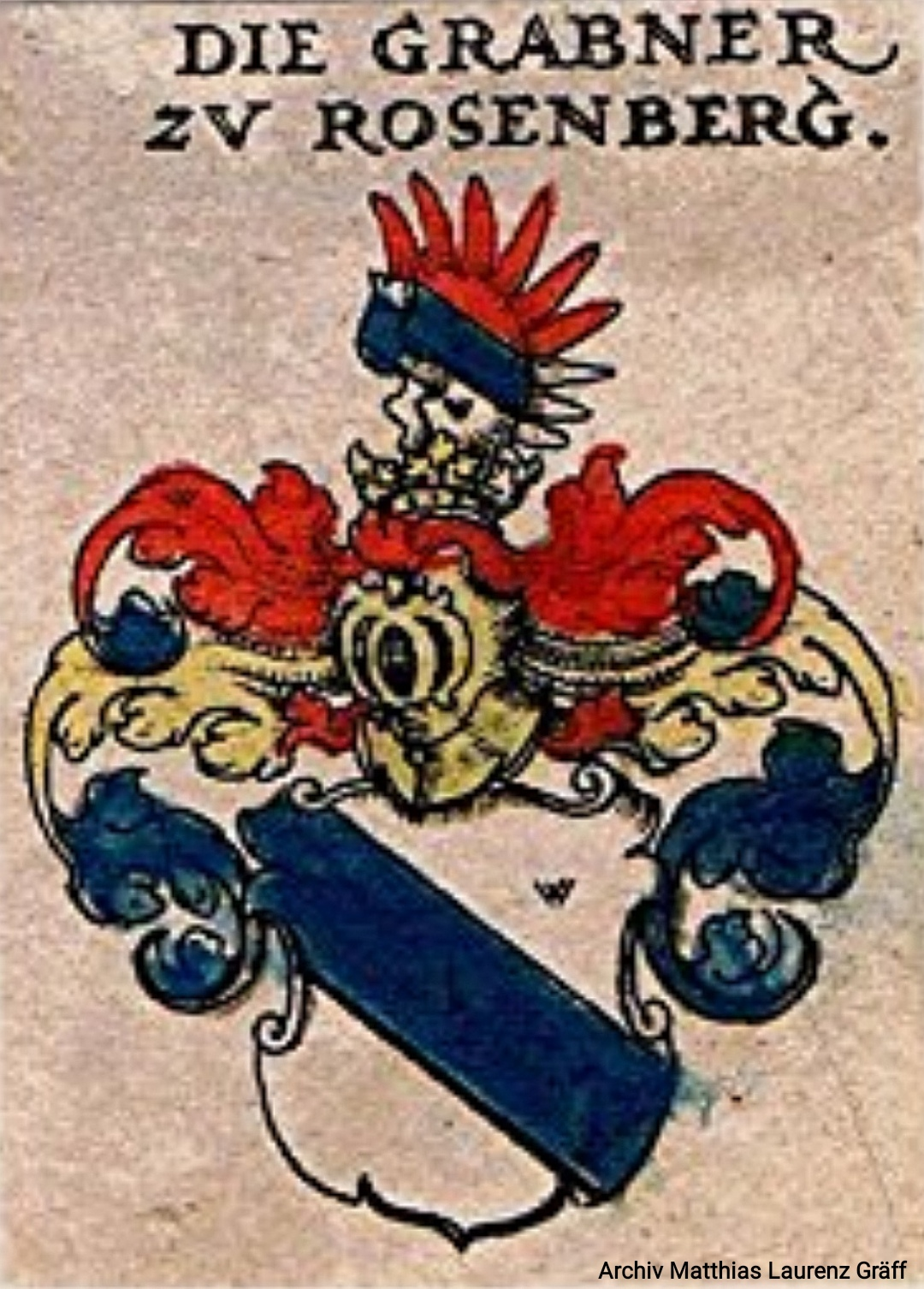
(Stamm-)Wappen der Grabner

Christoph Grabner war ein Sohn von Georg Grabner auf Joslowitz aus seiner ersten Ehe mit Gertraud Kelberharter, einer Tochter des Erhardt Kelberharter zu Kälberharts und der Beatrix Rizendorfer. Er entstammte der Zweiten Niederösterreichischen Linie der Grabner aus der Familie der Herren von Graben. Verehelicht war Christoph schon vor 1478 mit Hedwig Perger, Tochter des Rueger (Rüdiger) Perger zu Viehofen (auch Perger am Perg, Abm Perg oder Abmper[i]ger) und der Siguna von Neideck. Die zweite Ehe ging er mit Affra Steinpeck ein, Tochter des Christoph Steinpeck zu Steinbach und der Appolonia Gneuffin. Aus Grabners erster Ehe ist sein einziger Sohn und Erbe Sebastian entsprossen.

### Tätigkeit
Christoph Grabner stand im Besitz der Herrlichkeiten Joslowitz und Zagging und gemeinsam mit seinem Bruder Jakob Grabner zu Rosenburg Pfleger von Gars am Kamp (Burgruine Gars). 1487 gelangten er und sein Bruder Jacob gemeinschaftlich in Besitz der Rosenburg, welche sie mit Kaspar von Rogendorf gegen das freie Eigen Veste und Amt Pöbring eintauschten. Im selben Jahr soll er gemeinsam mit seinem Bruder die Herrschaft Zagging (auch Zacking, Zäcking) von deren Vater erhalten haben (eine andere Quelle spricht von 1491). 1489 ehelichte Grabner Benigna von Herberstein. 1492 ist unter den Grabnern der erste Priester, Wolfgang Ladtenwartter, für den Gottesdienst nachgewiesen. In weiterer Folge überließ Jacob seinem Bruder Christoph die Rosenburg allein, dessen Nachkommenschaft die Rosenburg noch bis 1604 besaßen.
Nach dem Absterben der Dachpeck zu Greillenstein und Siegharts mit Hans von Dachpeck 1499 bzw. 1500 mit dessen Ehefrau Petronella Dachpeck, geborene Grabner, verwaltete ihr Bruder Christoph Grabner das Erbe seiner noch unmündigen Nichte Veronika Dachpeck. Die Herrschaften Siegharts und Greillenstein ergingen an Veronika, verehelicht mit Ruprecht von Welz zu Spiegelfeld und 1532 mit Christoph von Greisseneck (Greisenegger) und an ihre Schwester Petronella Dachpeck, die mit ihrem Vetter und Christophs Sohn Sebastian I. Grabner zu Rosenburg verheiratet war. 1500 hatte Christoph Grabner mit seinen Verwandten Rudolph und Sebastian von Hohenfeld und mit Stefan Müllwanger (Mühlwanger) Erbstreitigkeiten betreffend der Veste Greillenstein aus der Dachpeckschen Erbmasse vor dem Landmarschallgericht. 1502 scheint Christoph Grabner als alleiniger Herr von Zagging auf, was als das Todesdatum seines Bruders Jakob angenommen werden kann. 1503 wurde Christoph, Wigileus Fellabrunner und Stephan Mühlwanger vom Landesherren das Haus zu „Dachpach“ gleichfalls aus der selbigen Dachpeckschen Erbmasse verliehen. Zwischen 1502 und 1508 war er der niederösterreichischen Landschaft Verordneter Ritterstandes, zur Beratschlagung der Landsteuern. 1508 erschien er in Begleitung seines Sohnes Sebastian auf dem Landtag zu Krems.
Um 1510 begann Grabner einigen verstreuten Besitz in Niederösterreich anzukaufen. 1507 den Muestingerhof und eine Mühle in Furth vom Stift Göttweig zu Burgrecht, 1509 eine Hofstatt in Reinprechtspölla von Wolfgang Tierbach zu Breiteneich, im Folgejahr freieigene Gülten und Zehenten in Sitzendorf an der Schmida aus dem Besitz von Wolfgang von Liechtenstein-Nikolsburg. 1511 erwarb er von seinem Verwandten („Vetter“) Hans von Wehing(en) das Patronat über die Pfarrkirche zum Heiligen Veit in Inzersdorf, im Folgejahr ein ehemals im Besitz des Ludwig von Starhemberg redp. der Kelberharder zugehöriges Haus in der Wiener Walchstraße (heute Wallnerstraße, 1010 Wien), gegenüber dem Haarhof und neben dem Haus des Grafen von Hardegg gelegen, von Michael Lercher. 1515 erwarb er von seinem „Schwager“ Mert (Martin) von Pottenbrunn Gülten in Obersiebenbrunn sowie ein Joch Weingarten in Maissau vom Steiner Bürger Ruprecht Hippersdorfer. 1516 kaufte er ein freieigenes behaustes Gut und einen Weingarten in Retz von Wolfgang Stockhorner zu Starrein.
1517 wurde er als Vormund der Kinder des verstorbenen Christoph von Ludmannsdorf genannt. Christoph ist vor dem 21. Dezember 1521 verstorben, da zu diesem Tag sein Sohn Sebastian mit seinen vormaligen Melker Lehen in Obersiebenbrunn belehnt wurde.

## Information
Die Daten zu diesem Artikel wurden aus der Von Graben Forschung von Matthias Laurenz Gräff übernommen.